# Bodensee Toggenburg Bahn

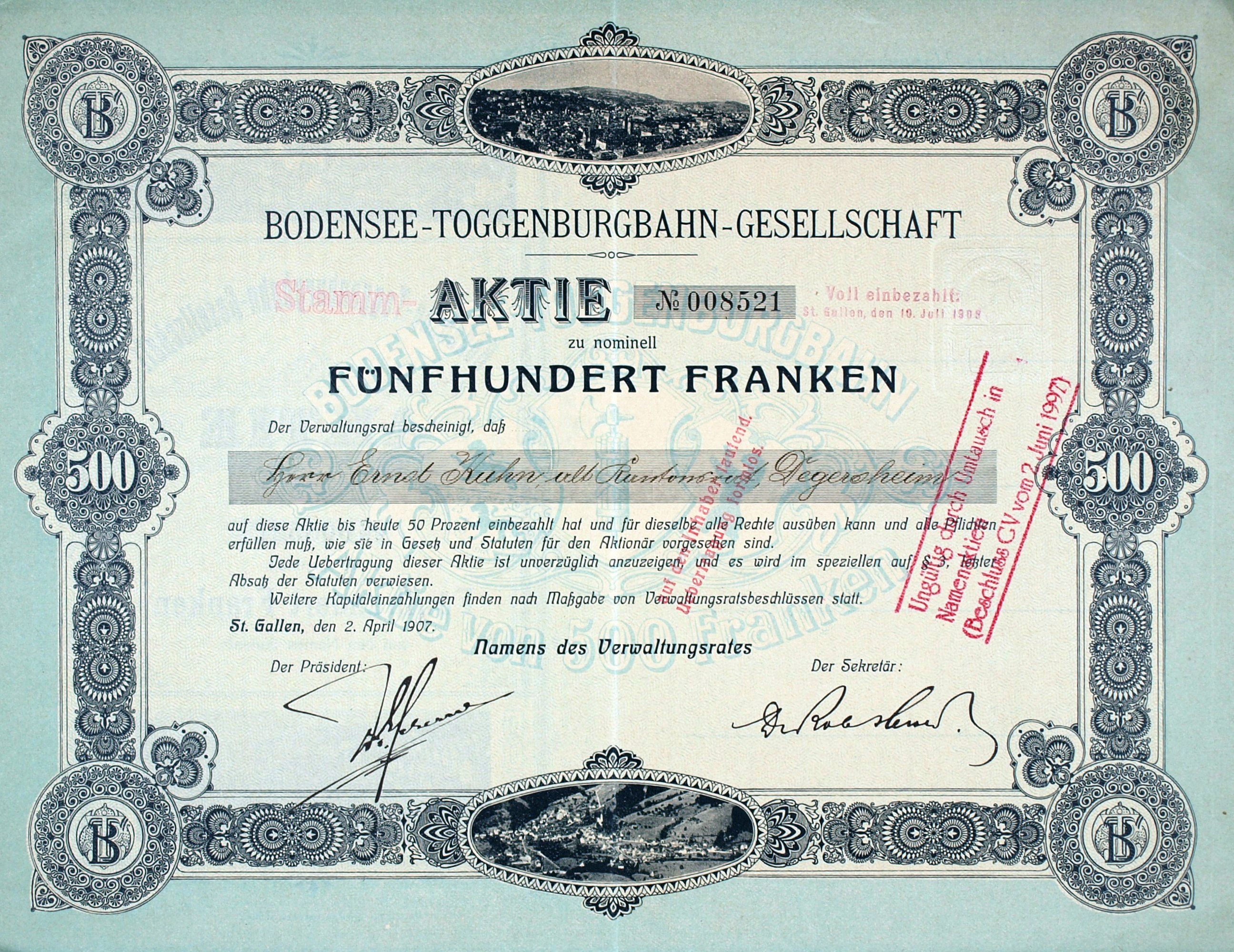
Action de la Bodensee-Toggenburgbahn compagnie en date du 2. Avril 1907

La Bodensee-Toggenburgbahn (BT)  était une entreprise ferroviaire suisse.

## Histoire
Le début historique commence par la mise en service de la ligne de chemin de fer à voie unique et écartement normal par la compagnie du Toggenburgbahn (TB). Cette ligne reliait la localité de Wil aux localités de Wattwil et Ebnat-Kappel. En 1904, la nouvelle société (BT) voit le jour. Elle est chargée de réaliser la ligne Saint-Gall-Romanshorn-Wattvil.
La compagnie exploite, dès le 3 octobre 1910, une ligne de chemin de fer à voie normale de 53 km (1 435 mm) reliant Romanshorn, Saint-Gall, Herisau et Wattwil. Cette ligne est prolongée le 1er octobre 1912 jusqu'à Ebnat-Kappel et Nesslau - Neu-St.Johann. Cette ligne, bâtie sur un terrain très accidenté, a nécessité la construction de 92 tunnels et 35 ponts. La compagnie électrifia son réseau entre 1931 et 1932.
En 2001, la compagnie fusionne avec la Schweizerische Südostbahn pour devenir la Südostbahn (SOB).

## Matériel moteur
Après l'électrification, la compagnie utilise des locomotives Be 4/4 (SAAS/SLM) de 1180 kW, trois automotrices BCFe 2/4 (SAAS/SLM). Entre 1960 et 1967, elle reçoit des automotrices BDe 4/4. En 1982, elle achète six éléments de type "Colibri" à quatre caisses, puis en 1987, six locomotives de type Re 4/4 plus deux identiques en 1993.